# Modo Hockey
Modo Hockey este un club de hochei pe gheață din Örnsköldsvik, Suedia, fondat 27 martie 1921. Între anii 1921 și 1963 a purtat numele Alfredshems IK, iar între 1963-1987, Modo AIK.

## Palmares
- Campioana Suediei:
  - Câștigătoare: 1979, 2007[1]